# Deiderode
Deiderode ist ein Ortsteil der Gemeinde Friedland im niedersächsischen Landkreis Göttingen. Auf einer Fläche von 4,93 km² leben 162 Einwohner (Stand Dezember 2023).

## Geschichte
Die frühesten schriftlichen Überlieferungen für Deiderode reichen bis in das 12. und 13. Jahrhundert zurück. Ähnlich wie die anderen Dörfer in der Umgebung, Hermannrode, Volkerode und Dahlenrode, trägt auch Deiderode die zweite Bildungssilbe -rode im Ortsnamen, was die Vermutung aufkommen lässt, dass der Ort in der Rodungszeit, vom 9. bis in das 12. Jahrhundert, entstand, als man den Waldgürtel von der Werra bis zur Dramme und Volkerode rodete. Wer der Gründer war, zeigt der erste Bestandteil des Ortsnamens Thietin-roth oder Theden-roth – ein Personenname aus dem Stamm Diet (=Volk), wie man ihn zum Beispiel in Dietrich hat. Die erste urkundliche Erwähnung des Ortes findet in den Güterlisten des Klosters Reinhausen statt, dort wird Deiderode als Thietinroth und Thiendinroth genannt. Das Kloster besaß hier 3 beziehungsweise 5 Hufen Land und den dritten Teil der Gemarkung in den Wäldern und Wiesen. Die nächste Erwähnung Deiderodes geht auf einen Streit um die kirchliche Zugehörigkeit des Ortes zurück, sowohl Hermannrode als auch Elkershausen beanspruchten dessen Hoheit. 1278 und 1280 wird die kleine Kirche Deiderodes Elkershausen, und damit auch indirekt dem Kloster Mariengarten, unterstellt.
Das Dorf bildete lange Zeit herzoglich braunschweigisch-lüneburgisches Lehen und kam, nach dem Lehnsbuch des Herzogs Otto, im Jahre 1318 mit allem Zubehör an Arnold von Rusteberg. Von den Rustebergern kam es an ein unbekanntes Geschlecht, welches hier den Zehnten an das Kloster Mariengarten verkauften, erst im 15. Jahrhundert werden die Besitzer wieder nachweisbar. So war 1414 Heinrich von Stockhausen mit der Hälfte, sowie ferner alle Mitglieder derer von Stockhausen mit einem Viertel des Gerichts und der Vogtei über Deiderode belehnt. Das letzte Viertel ging an die Herren von Grone. In einem, 1450 / 1451 veröffentlichten Schatzregister, werden erstmals die Dorfbewohner genannt, unter ihnen finden sich 8 Ackerleute und 7 Kötner. Nach dem Aussterben im 16. Jahrhundert der Linien von Grone und von Stockhausen, die in Diemarden belehnt waren, zog Herzog Erich II. das Lehen ein, und verteilte jenes derer von Stockhausen an seinen Rat Florian von Weyhe, darunter befanden sich drei Viertel von Deiderode. Das derer von Grone fiel nach dem Tod Gunzels 1569 an die Herren von Hanstein. Die Calenbergische Musterungsrolle von 1585 erhält wiederum Nachweise über die Einwohner des Ortes, diesmal finden sich darunter sechs Weihesche, und zwei Hansteinische Ackerleute, neun, beziehungsweise 5 Kötner, sowie den Pfarrer Johannes Schnell und eine Witwe.
Im Rahmen des Siebenjährigen Krieges fungierte Deiderode vom September bis November 1760 als Hauptquartier der französischen Truppen, als diese mit dem Gieseberg als Mittelpunkt ihre Widerstandslinie zwischen Werra und Leine aufgebaut hatten. Noch heute ist dies an einer kleinen Schanze bei Dahlenrode zu erkennen. Für die Jahre 1781/87 sind 11 Halbmeier, 14 Kötner und vier Brinksitzerstellen aufgeführt, Deiderode nahm damals die Funktion eines Untergerichtsdorf wahr.
Am 1. Januar 1973 wurde Deiderode in die Gemeinde Friedland eingegliedert.

## Politik

### Ortsrat
Der Ortsrat setzt sich aus fünf Ratsfrauen und Ratsherren zusammen.
- Wählergemeinschaft Deiderode: 5 Sitze

(Stand: Kommunalwahl am 12. September 2021)

## Kirche

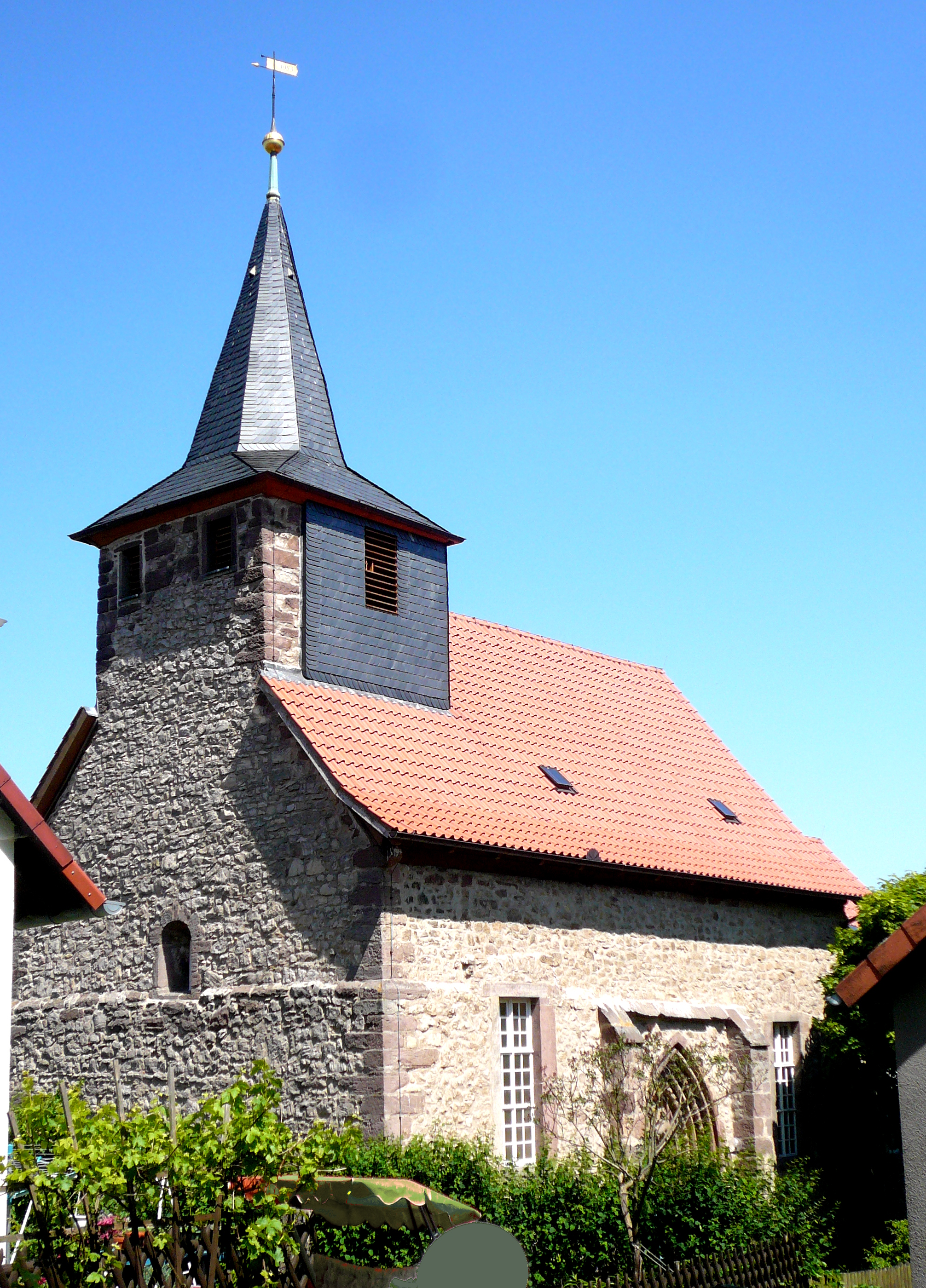
Südwestansicht der Kirche in Deiderode

Die evangelische Kirche bildet zusammen mit dem benachbarten Tieplatz den Ortsmittelpunkt Deiderodes. Der rechteckige Baukörper mit kleinem, an einen Giebelreiter erinnernden Westturm und leicht eingezogenem Chorraum mit geradem Abschluss wurde im Mittelalter aus Kalkbruchsteinen mit Sandstein-Eckquaderung errichtet. Auf die Bauzeit in der Gotik weist neben den Strebepfeilern am Außenbau besonders das ins 14. Jahrhundert datierte Portal auf der Südseite hin, dessen reich verzierte Archivolte und Bogenfeld für eine kleine Dorfkirche in Südniedersachsen einmalig sind. Der Kirchensaal ist mit einem Kreuzrippengewölbe aus der Mitte des 15. Jahrhunderts überspannt, im Chorraum sind davon nur noch Teile der Kämpfer vorhanden. Bei Renovierungsarbeiten wurden 1987/88 Gewölbe- und Wandmalereien aus dem 15. Jahrhundert entdeckt und freigelegt. Die rechteckigen Fensteröffnungen stammen wahrscheinlich aus dem Ende des 18. Jahrhunderts. Die Gründungszeit der ersten Kirche in Deiderode ist nicht bekannt. Am 22. Februar 1278 beauftragte Propst Lippold von Nörten den Erzpriester in Sieboldshausen, die Seelsorge für die Bewohner der Hagensiedlung Deiderode („cives de Dedenrot indaginis“) dem Kloster Mariengarten zu übertragen. Anscheinend gab es also damals noch keine Kirche in Deiderode, es ist nicht einmal eine Kapelle genannt. Kurz darauf hat es im Dorf eine Kapelle gegeben, denn am 8. Januar 1280 musste von den Beratern der Herzogin von Braunschweig ein Streit über die kleine Kapelle der Hagensiedlung Deiderode („capellulam indaginis Dydenrade“) und ihre Zugehörigkeit zur Pfarrei Elkershausen entschieden werden. Im Januar 1281 war dann bereits von der Kirche in Deiderode („ecclesia“) die Rede, die offenbar zur Sedes Sieboldshausen des Archidiakonats Nörten gehörte. Die seit der Reformationszeit zu den mittelalterlichen Urkunden hinzugefügten Regesten erwähnen ein Patrozinium des Heiligen Georg („ecclesia beati Georgii martiris in Dederode“), das für die heutige Kirche nicht mehr überliefert ist.

## Sehenswürdigkeiten

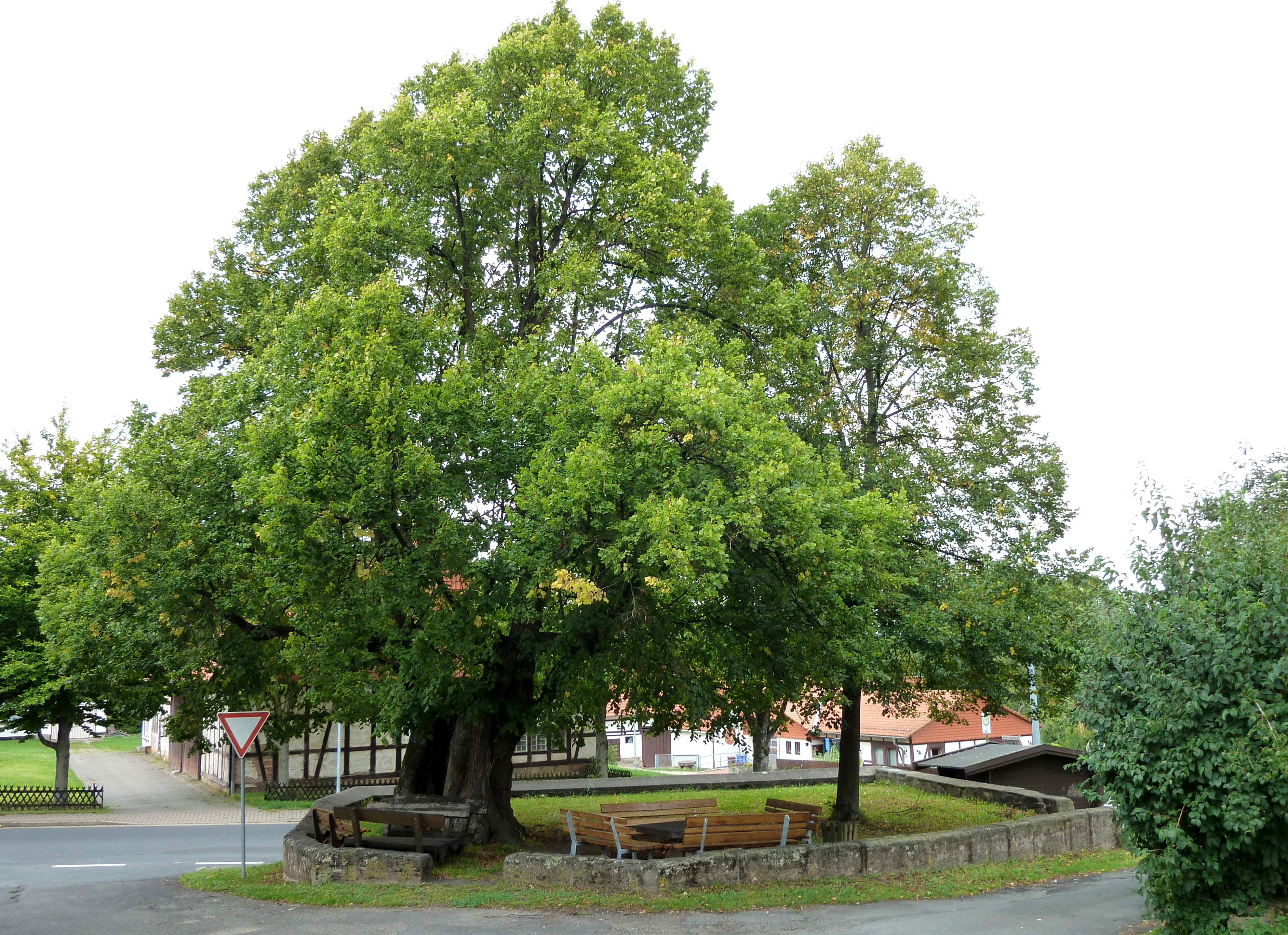
Tieplatz

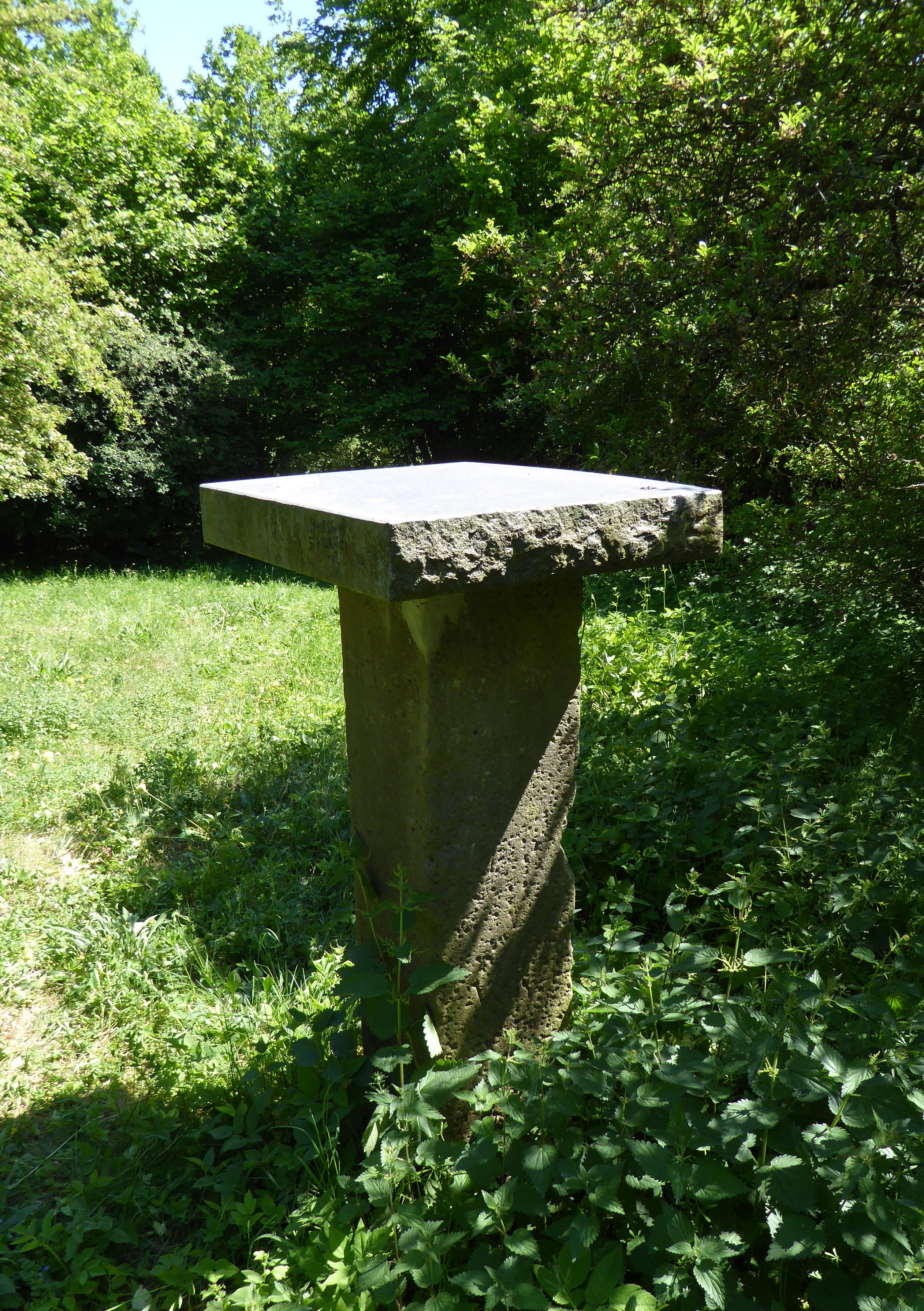
Gaußstein Deiderode

- der 4 km lange Tilly-Rundwanderweg[10]
- Naturdenkmal Tillylinde[11][12]
- Grenzsteine zwischen dem ehemaligen Königreich Hannover und dem Kurfürstentum Hessen aus dem Jahre 1838
- mit Sandsteinmauern umfasster, baumbestandener Tieplatz in Insellage im Dorfzentrum vor der Kirche[5]
- der 370,5 Meter hohe Gieseberg mit einem Gaußstein als trigonometrischer Vermessungspunkt

## Vereine
In Deiderode gibt es zahlreiche Vereine: Die Cantanten – der Frauenchor aus Deiderode, die Freiwillige Feuerwehr Deiderode, den Heimatverein Deiderode, den Seniorenclub und den Tierschutzverein Friedland und Umgebung.

## Infrastruktur
In unmittelbarer Nähe zum Ort befindet sich das Areal der stillgelegten Mülldeponie des Landkreises Göttingen, das von 1973 bis 2005 der Abfallentsorgung diente. Seitdem ist hier eine Mechanisch-biologische Abfallbehandlungsanlage. Am Südhang des 30 ha großen Geländes wurde 2009 eine Photovoltaikanlage errichtet, die der Kreis zur Stromgewinnung aus Sonnenenergie nutzt. Mit der so erzeugten Energiemenge können insgesamt 175 Haushalte versorgt werden.